# Attaques contre les Palestiniens évacuant la ville de Gaza
Pendant la guerre à Gaza depuis 2023, de nombreux civils tentent de fuir les zones bombardées, dont le nord de la ville de Gaza. Israël envoie des ordres d'évacuation à la population de Gaza, les forçant à fuir leurs maisons.
Le 13 octobre, une frappe aérienne a eu lieu après un ordre d'évacuation d'Israël, ordonnant à plus d'un million d'habitants du nord de Gaza à se déplacer vers le sud. La frappe aérienne a tué 70 personnes, pour la plupart des femmes et des enfants, et en a blessé 200,,,.

## Contexte
Le 7 octobre 2023 le Hamas lance une offensive sur Israël. Israël décide ensuite de bombarder une partie importante de la bande de Gaza. L'armée israélienne envoie des ordres d'évacuer des zones qu'elle prévoit de bombarder avant une date limite précise. Les Nations unies considèrent cet ordre d’évacuation à la fois peu pratique et impossible à exécuter en toute sécurité en raison du nombre important de personnes qu’il concerne.

## Attaques

### Attaque par missiles
Le 13 octobre, Israël ordonne à l’ensemble de la population du nord de Gaza de se déplacer vers le sud, forçant plus d’un million de personnes à fuir leurs foyers. À la suite de cet ordre, un convoi d'évacuation vers le sud de Gaza est attaqué, tuant 70 personnes, pour la plupart des femmes et des enfants,,,,. Selon le bureau des médias du Hamas, ces frappes aériennes ont été menées contre des véhicules quittant la ville de Gaza. Ces voitures étaient ciblées trois fois.
Bien qu'il existe des controverses sur les détails exacts de ces attaques, la cause est probablement un missile israélien,,. En analysant les séquences vidéo de l'événement, le Financial Times a rapporté qu'elles « semblent exclure la plupart des explications en dehors d'une frappe israélienne ». Chris Cobb-Smith, major de l'armée britannique et expert en munitions, a déclaré qu'un missile était la cause la plus probable des explosions vues dans les vidéos. Un autre expert en munitions, Desmond Travers, a considéré une attaque israélienne comme l'explication la plus plausible, sans toutefois exclure d'autres explications possibles.

### Attaques par coups de feu

#### 4 novembre
Le 4 novembre, Ynet diffuse une vidéo montrant que le Hamas a « probablement » tiré sur des civils palestiniens qui tentaient de fuir.

#### 7 novembre
Le 7 novembre, des civils ont brandi des drapeaux blancs en passant devant des chars israéliens. Ces derniers leur ont tiré dessus. L'armée israélienne a déclaré que les troupes étaient alors sous le feu de combattants du Hamas.

### Attaque par char
Le 27 octobre, Israël a lancé une invasion terrestre dans la bande de Gaza, avec des chars pénétrant et encerclant les zones autour de la ville de Gaza. Le 30 octobre, un char israélien ouvre le feu sur des Palestiniens évacuant la ville de Gaza. Ces derniers se déplaçaient en voiture et ont tenté de faire demi tour lorsqu'ils ont vu le char, juste avant l'attaque,. L'attaque semble détruire la voiture.

## Réactions
Wafa, l'agence de presse palestinienne officielle, décrit l'attaque du 13 octobre comme un « nouveau massacre ».

## Voir également
- Bombardement du convoi médical d'Al-Shifa
- Blocus israélien de la bande de Gaza
- Crimes de guerre commis par Israël